# جوان الفرنسية
جوان من فرنسا أو جوانا دي فالوا (24 يونيو 1343؛ شاتونوف سور لوار - 3 نوفمبر 1373؛ إفرو) هي ملكة نافارا القرينة بزواجها من شارل الثاني (الملقب بـ السيء)، هي ابنة جان الثاني ملك فرنسا (الملقب بـ الطيب) وزوجته الأولى بون من لوكسمبورغ ابنة يان الأول ملك بوهيميا.

## الزواج
خطبت لأول مرة لـ جان دي برابانت ابن جان الثالث، دوق برابانت وماري دي إفرو، ومع ذلك هذا الزواج لم يحدث.
جوان بدلا من ذلك تزوجت في 1352 من شارل السيء هو ابن فيليب الثالث ملك نافارا وخوانا الثانية ملكة نافارا كانا أبناء عمومة من الدرجتين.
وكان لديهم سبعة أبناء:-
1. ماري (1360، بونتي لا رينا -بعد 1400)، تزوجت في تطيلة في 20 يناير 1393 من ألفونسو دي أراغون، دوق غانديا (توفي. 1412)
2. كارلوس الثالث ملك نافارا (1361-1425)
3. بون (1364 - بعد 1389)
4. بيدرو، كونت مورتاين (حوالي. 31 مارس 1366، إفرو - حوالي 29 يوليو 1412. بورجيه[2])، تزوج في ألونسون في 21 أبريل 1411 من كاترين من ألونسون (1380-1462)، ابنة بيير الثاني، كونت ألونسون.
5. فيليب (مواليد 1368)، توفي صغيراً.
6. جوانا من نافارا (1370-1437)، هي متزوجة أولا من جان الرابع، دوق بريتاني، ثم تزوجت من هنري الرابع ملك إنجلترا.
7. بلانش (1372-1385، أوليتي).